# صادق‌آباد (تاکستان)
صادق‌آباد ()، روستایی از توابع بخش ضیاءآباد [[]] در استان قزوین ایران است.

## جمعیت
این روستا در دهستان دودانگه سفلی قرار دارد و براساس سرشماری مرکز آمار ایران در سال ۱۳۸۵، جمعیت آن ۱۶۷ نفر (۴۷خانوار) بوده‌است.